# 戸塚くるみ
戸塚くるみ（とつか くるみ、1987年 - ）は、日本の彫刻家。女性。昆虫や果物、特に鶏を題材とし、鶏のトサカや足といった末端部をデフォルメした木彫を制作。

## 経歴
- 1987年 - 神奈川県生まれ
- 2008年 - フジテレビドラマ「ハチミツとクローバー」の美術セット提供
- 2010年
  - 多摩美術大学芸術学部彫刻科 卒業
  - 横浜virgin festa 2010 牧神賞 受賞
  - via art 2010（シンワアートミュージアム、銀座）入選
- 2011年
  - 台湾国際木彫芸術コンクール 入賞
  - イセ文化基金美術学生展2011 リンゼイ・ポロック賞 受賞
- 2012年 - 多摩美術大学大学院修士課程 修了予定

## 主な展覧会

### 個展
- 2011年
  - 「きのにわとり」ギャラリー元町、横浜
  - 「戸塚くるみ展―横浜ヴァージンフェスタ2010牧神賞受賞者 企画展」牧神画廊、銀座

### グループ展
- 2007年
  - 「多摩美術大学校友会神奈川展2007」神奈川県民ホールギャラリー、神奈川
- 2008年
  - 「イセ文化基金NY、日米学生交流展2008」ISE Cultural Foundation Gallery, NY
  - 「デザインフェスタ」
  - 「via art 2008」銀座シンワアートミュージアム、銀座
- 2009年
  - 「イセ文化基金NY、日米学生交流展2009」
- 2010年
  - 「東京五美術大学連合展」国立新美術館、東京
  - 「横浜ヴァージンフェスタ」大桟橋ホール、横浜　　　　
  - 「国際木彫刻芸術交流展『台湾／日本』」台湾三義木彫博物館、台湾
  - 「colors」代官山ヒルサイドフォーラム、東京
- 2011年
  - 「彫刻五七五〜HAIKU Sculpture 国際芸術大学交流展」国立台北芸術大学関渡美術館、台北
  - 「イセ文化基金 美術学生展2011 受賞者グループ展」、Coo Gallery、NY
  - 「第10回 木との語らい展」聖路加国際病院内 広場、東京
  - 「ガラパゴス・ファイン2」たけだ美術、銀座